# یاسنگه
یاسنگه (به صربی: Jasenje) یک منطقهٔ مسکونی در صربستان است که در الکسیناتس واقع شده‌است. یاسنگه ۲۱۰ نفر جمعیت دارد و ۱۵۷ متر بالاتر از سطح دریا واقع شده‌است.